# Biphényle
Le biphényle (également nommé 1,1-biphényle, diphényle et phénylbenzène) est un hydrocarbure aromatique de formule brute C12H10. Il se présente sous la forme d'un solide cristallin incolore. Il est entre autres utilisé comme conservateur alimentaire (numéro E230) pour éviter la formation de moisissures.

## Propriétés
Le biphényle a la forme d'un cristal brillant allant de l'incolore au jaune. Il possède une odeur caractéristique. Il est insoluble dans l'eau mais se solubilise néanmoins légèrement dans les solvants organiques apolaires comme l'éther de pétrole ou le toluène. Il est assez peu réactif. Son point d'éclair est d'environ 113 °C et son point d'auto-inflammation d'environ 540 °C.

## Fabrication
Le biphényle est obtenu  à partir des huiles de distillation du goudron de houille.
Il peut également être obtenu en faisant chauffer à très haute température des vapeurs de benzène.

## Utilisation
Le biphényle est utilisé comme conservateur, le plus souvent en combinaison avec l'orthophénylephénol E231 et l'imazalil, sur les peaux des agrumes pour empêcher la croissance des moisissures. Les peaux ainsi traitées ne sont néanmoins plus consommables. 
Il est également employé comme biocide. De plus le biphényle est utilisé pour la fabrication de produits pharmaceutiques et de polychloro-biphényles (PCB). 
Le biphényle est le produit de base des premiers cristaux liquides commerciaux (cyanobiphényle), qui au début des années 1970 furent employés dans les montres digitales et les calculatrices.
À cause de sa température de décomposition élevée à l'air, le biphényle s'emploie comme caloporteur par exemple dans les centrales thermoélectriques.

## Dangers
Le biphényle est irritant pour la peau, les yeux et les voies respiratoires. De plus il est nocif pour l'environnement.